# Potamonautes obesus
Potamonautes obesus is een krabbensoort uit de familie van de Potamonautidae. De wetenschappelijke naam van de soort is voor het eerst geldig gepubliceerd in 1868 door Alphonse Milne-Edwards. Hij deelde de soort in bij het geslacht Thelphusa (als Thelphusa obesa). De soort werd ontdekt door Alfred Grandidier in Zanzibar. Ze komt voor in Oost-Afrika in Somalië, Kenia, Tanzania met de eilanden Zanzibar en Pemba, en Malawi. Ze is ook aangetroffen in Harare (Zimbabwe).